# Alex Carpenter
Alexandra „Alex“ Carpenter (* 13. April 1994 in North Reading, Massachusetts) ist eine US-amerikanische Eishockeyspielerin, die seit September 2023 bei den New York Sirens aus der Professional Women’s Hockey League unter Vertrag steht.  Carpenter, deren Vater Bobby über viele Jahre selbst als Spieler in der National Hockey League aktiv war, gehört seit dem Jahr 2012 der Frauen-Eishockeynationalmannschaft der Vereinigten Staaten an und ist mehrfache Weltmeisterin.

## Karriere

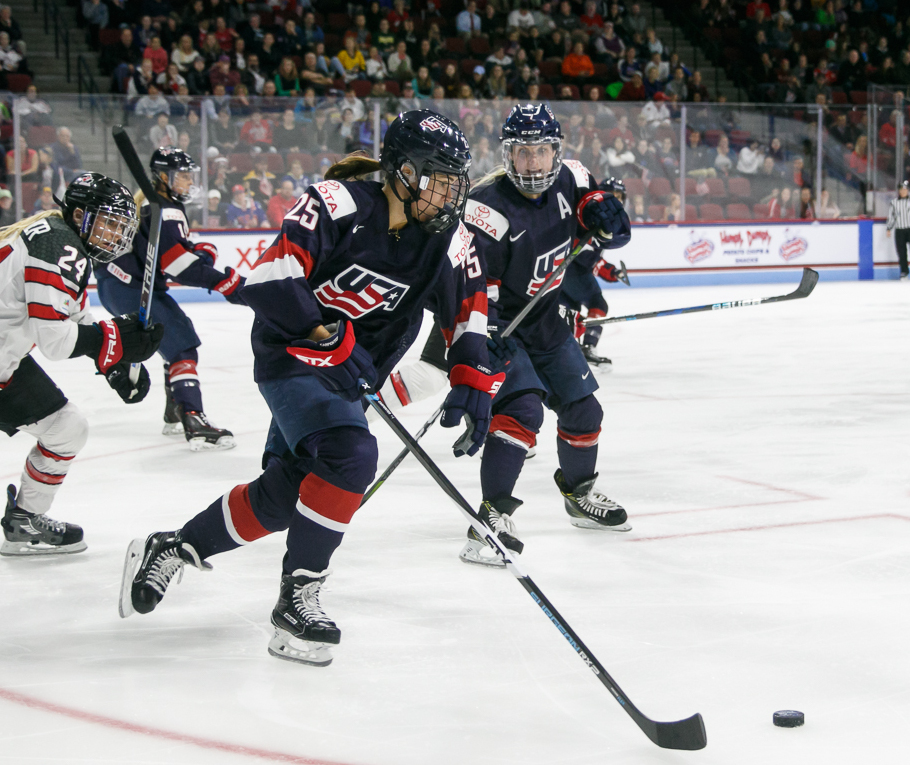
Carpenter im Trikot des US-amerikanischen Nationalteams

Carpenter verbrachte ihre High-School-Zeit zwischen 2007 und 2011 an der The Governor’s Academy in Byfield im US-Bundesstaat Massachusetts. Mit ihr als herausragende Spielerin gewann das Team in allen vier Jahren die regionale Meisterschaftstrophäe. Die Stürmerin schloss ihre Schulzeit schlussendlich mit 427 Scorerpunkten in 100 Spielen ab. Während dieses Zeitraums hatte Carpenter in den Jahren 2010 und 2011 mit der US-amerikanischen Nationalmannschaft an der U18-Frauen-Weltmeisterschaft teilgenommen. Dort sicherte sie sich nach der Silbermedaille im Jahr 2010 im folgenden Jahr den Weltmeistertitel. Im Rahmen des Turniers wurde Carpenter als beste Stürmerin ausgezeichnet, zudem war sie Topscorerin und beste Torschützin.
Im Sommer 2011 wechselte die US-Amerikanerin ans Boston College, dem sie die folgenden fünf Jahre angehörte. Neben ihrem Studium spielte sie erfolgreich für das Universitätsteam in der Hockey East, einer Division im Spielbetrieb der National Collegiate Athletic Association. Bei ihrer dritten Teilnahme an der U18-Frauen-Weltmeisterschaft im Jahr 2012 gewann sie ihre zweite Silbermedaille und wurde auch zum zweiten Mal als beste Angreiferin des Wettbewerbs ausgezeichnet.
Ab dem Jahr 2013 gehörte die Mittelstürmerin dem Kader der Frauen-Eishockeynationalmannschaft der Vereinigten Staaten an. Bei ihrem ersten großen Turnier, der Weltmeisterschaft 2013, konnte sie auf Anhieb den Weltmeistertitel gewinnen. Im folgenden Jahr verließ sie das Boston College für eine Spielzeit, um sich im US-amerikanischen Eishockeyverband USA Hockey intensiv auf die Olympischen Winterspiele 2014 in Sotschi vorzubereiten. Am Ende stand der Gewinn der Silbermedaille. Anschließend kehrte Carpenter ans Boston College zurück und sicherte sich aufgrund ihrer gezeigten Leistungen am Saisonende den Patty Kazmaier Memorial Award als beste Collegespielerin des Landes. Zudem gewann sie mit der Nationalmannschaft bei der Weltmeisterschaft 2015 erneut den Weltmeistertitel. In den Jahren 2016 und 2017 ließ sie den persönlich dritten und vierten Titelgewinn folgen, wobei sie mit ihrem Overtimetor zum 1:0 im Finale gegen Kanada im Jahr 2016 maßgeblichen Anteil am Goldgewinn hatte.
Auf nationaler Ebene hatte Carpenter währenddessen ihre Collegezeit im Jahr 2016 mit dem erstmaligen Gewinn der Meisterschaft der Hockey East erfolgreich beendet. Zur Saison 2016/17 wechselte sie daraufhin in die National Women’s Hockey League zu den Boston Pride, die sie im April 2016 in einem Transfergeschäft mit den New York Riveters verpflichtet hatten. Die Riveters hatten Carpenter im Rahmen des NWHL Draft 2015 an erster Gesamtstelle ausgewählt. Nach einer Spielzeit mit den Pride ging Carpenter zum Spieljahr 2017/18 erneut mit USA Hockey in die Olympiavorbereitung, ehe sie gemeinsam mit Megan Bozek im Januar 2018 als letzte zwei Spielerinnen aus dem vorläufigen Olympiakader gestrichen wurde. Die US-Amerikanerin wechselte daraufhin Mitte des Monats Januar ins Frauenteam von Kunlun Red Star, das sie im CWHL Draft 2017 in der zweiten Runde ausgewählt hatte, in die Canadian Women’s Hockey League. Zum Zeitpunkt ihres Engagements wurde die Mannschaft hauptverantwortlich von ihrem Vater Bobby Carpenter betreut.
Im Sommer 2019 stellte die CWHL den Spielbetrieb ein und die KRS Vanke Rays wechselten in die russische Schenskaja Hockey-Liga. Im April 2020 gewann Carpenter mit den Vanke Rays den Meistertitel der Liga. Das Spieljahr 2021/22 verbrachte sie abermals mit USA Hockey in der Olympiavorbereitung. Bei den Olympischen Winterspielen 2022 gewann sie erneut die Silbermedaille, hinzu kamen zwei weitere Silbermedaillen bei den Weltmeisterschaften 2021 und 2022.
Zur Saison 2022/23 trat sie der Professional Women’s Hockey Players Association bei und spielte für deren Team Scotiabank bei Promotions-Turnieren. Im Jahr 2023 wurde aus der PWHPA heraus die Professional Women’s Hockey League gegründet. Carpenter wurde als eine der ersten Spielerinnen im September 2023 vom Team PWHL New York für drei Jahre verpflichtet. Bei den Weltmeisterschaften 2023 und 2024 gewann sie je eine weitere Gold- und Silbermedaille. Zudem wurde sie beim Turnier 2024 Topscorerin und beste Torschützin und folgerichtig als beste Stürmerin ausgezeichnet sowie in das All-Star-Team gewählt.

## Erfolge und Auszeichnungen
- 2015 Patty Kazmaier Memorial Award
- 2016 Hockey-East-Meisterschaft mit dem Boston College
- 2017 Teilnahme am NWHL All-Star Game
- 2020 Russischer Meister mit den Shenzhen KRS Vanke Rays
- 2020 Spielerin des Jahres der Schenskaja Hockey-Liga
- 2020 Topscorerin (53 Punkte) und beste Vorlagengeberin (32) der Schenskaja Hockey-Liga
- 2021 Topscorerin (55 Punkte) und beste Torschützin (29)  der Schenskaja Hockey-Liga
- 2024 First All-Star-Team der PWHL

### International
| - 2010 Silbermedaille bei der U18-Frauen-Weltmeisterschaft - 2011 Goldmedaille bei der U18-Frauen-Weltmeisterschaft - 2011 Beste Stürmerin der U18-Frauen-Weltmeisterschaft - 2011 Topscorerin der U18-Frauen-Weltmeisterschaft - 2011 Beste Torschützin der U18-Frauen-Weltmeisterschaft (gemeinsam mit Layla Marvin) - 2012 Silbermedaille bei der U18-Frauen-Weltmeisterschaft - 2012 Beste Stürmerin der U18-Frauen-Weltmeisterschaft - 2012 Beste Plus/Minus-Statistik der U18-Frauen-Weltmeisterschaft - 2013 Goldmedaille bei der Weltmeisterschaft - 2014 Silbermedaille bei den Olympischen Winterspielen - 2015 Goldmedaille bei der Weltmeisterschaft - 2016 Goldmedaille bei der Weltmeisterschaft | - 2017 Goldmedaille bei der Weltmeisterschaft - 2019 Goldmedaille bei der Weltmeisterschaft - 2021 Silbermedaille bei der Weltmeisterschaft - 2022 Silbermedaille bei den Olympischen Winterspielen - 2022 Silbermedaille bei der Weltmeisterschaft - 2023 Goldmedaille bei der Weltmeisterschaft - 2024 Silbermedaille bei der Weltmeisterschaft - 2024 Topscorerin (10 Punkte, gemeinsam mit Hilary Knight und Caroline Harvey) und beste Torschützin (6 Tore, gemeinsam mit Laila Edwards) der Weltmeisterschaft - 2024 Beste Stürmerin und All-Star-Team der Weltmeisterschaft - 2025 Goldmedaille bei der Weltmeisterschaft |

## Karrierestatistik
Stand: Ende der Saison 2021/22

### International
Vertrat die USA bei:
| - U18-Frauen-Weltmeisterschaft 2010 - U18-Frauen-Weltmeisterschaft 2011 - U18-Frauen-Weltmeisterschaft 2012 - Weltmeisterschaft 2013 - Olympischen Winterspielen 2014 - Weltmeisterschaft 2015 | - Weltmeisterschaft 2016 - Weltmeisterschaft 2017 - Weltmeisterschaft 2019 - Weltmeisterschaft 2021 - Olympischen Winterspielen 2022 - Weltmeisterschaft 2022 - Weltmeisterschaft 2023 - Weltmeisterschaft 2024 |

(Legende zur Spielerstatistik: Sp oder GP = absolvierte Spiele; T oder G = erzielte Tore; V oder A = erzielte Assists; Pkt oder Pts = erzielte Scorerpunkte; SM oder PIM = erhaltene Strafminuten; +/− = Plus/Minus-Bilanz; PP = erzielte Überzahltore; SH = erzielte Unterzahltore; GW = erzielte Siegtore; 1 Play-downs/Relegation; Kursiv: Statistik nicht vollständig)